# Absard
Ābsard (farsi آبسرد) è una città dello shahrestān di Damavand, circoscrizione Centrale, nella provincia di Teheran in Iran. Aveva, nel 2006, una popolazione di 9.865 abitanti.